# Хнатњице
Хнатњице (чеш. Hnátnice) је насељено мјесто са административним статусом сеоске општине (чеш. obec) у округу Усти на Орлици, у Пардубичком крају, Чешка Република.

## Становништво
Према подацима о броју становника из 2014. године насеље је имало 857 становника.